# Claudia Pizarro
Claudia Gerlene Pizarro Peña (26 de octubre de 1964) administradora pública y política chilena, militante del Partido Demócrata Cristiano (PDC). Desde 2016 se desempeña como alcaldesa de la comuna de La Pintana.

## Biografía
Sus padres Gilberto Avelino Pizarro Bustamante e Iris del Carmen Peña Riveros  se conocieron en la población La Victoria, en Pedro Aguirre Cerda, lugar donde nació Claudia Pizarro. En 1969 la familia se mudó al Comité 9 de Marzo, sector de La Pintana que hoy es llamado "Pablo de Rokha".
Cursó la educación básica en la Escuela 108 y después continuó en el Liceo A-130 de San Bernardo. A los dieciocho años comenzó a trabajar como secretaria y más tarde se puso a estudiar, en régimen vespertino, Administración Pública en la Universidad de Los Lagos.
El año 2008 fue elegida concejala de La Pintana.
En julio del año 2016 se impuso en una encuesta vinculante para presentarse como candidata a la alcaldía de La Pintana por la Nueva Mayoría (NM). El 23 de octubre ganó las elecciones municipales con un 30,5 % de los votos y asumió en el cargo el 6 de diciembre de ese año.
Tiene tres hermanos.

## Historial electoral

### Elecciones municipales de 2008
- Elecciones municipales de 2008, por el concejo municipal de La Pintana[5]

| Candidato                 | Pacto                    | Partido | Votos | %     | Resultado |
| ------------------------- | ------------------------ | ------- | ----- | ----- | --------- |
| Patricia Pavez Moreno     | Concertación Progresista | PPD     | 6159  | 14,38 | Concejal  |
| Luis Huneeus Madge        | Alianza                  | RN      | 4740  | 11,07 | Concejal  |
| Marcelo Sandoval Tilleria | Concertación Progresista | PPD     | 3298  | 7,68  | Concejal  |
| Manuel Pavez Rubio        | Concertación Democrática | PS      | 3034  | 7,08  | Concejal  |
| Rodrigo Arellano Falcón   | Alianza                  | UDI     | 2116  | 4,94  | Concejal  |
| Claudia Pizarro Peña      | Concertación Democrática | DC      | 1811  | 4,23  | Concejal  |

### Elecciones municipales de 2012
- Elecciones municipales de 2012, por el concejo municipal de La Pintana[6]

| Candidato                 | Pacto                    | Partido | Votos | %     | Resultado |
| ------------------------- | ------------------------ | ------- | ----- | ----- | --------- |
| Patricia Pavez Moreno     | Por un Chile justo       | PPD     | 4350  | 12,89 | Concejal  |
| Claudia Pizarro Peña      | Concertación Democrática | DC      | 2564  | 7,60  | Concejal  |
| Marcelo Sandoval Tilleria | Por un Chile justo       | PPD     | 2304  | 6,83  | Concejal  |
| Wilson Navarrete Rubio    | Por un Chile justo       | PPD     | 2030  | 6,01  | Concejal  |
| Luis Ayala Pastén         | Por un Chile justo       | PC      | 1412  | 4,18  | Concejal  |
| Manuel Pavez Rubio        | Concertación Democrática | PS      | 1398  | 4,14  | Concejal  |

### Elecciones municipales de 2016
- Elecciones municipales de 2016, para la alcaldía de La Pintana[7]

| Candidato               | Pacto                   | Partido | Votos | %     | Resultado |
| ----------------------- | ----------------------- | ------- | ----- | ----- | --------- |
| Claudia Pizarro Peña    | Nueva Mayoría           | DC      | 8313  | 30,54 | Alcaldesa |
| Olga del Riego García   | Chile Vamos             | RN      | 7270  | 26,71 |           |
| Diego Iglesias Carranza | Independiente           | Ind.    | 6599  | 24,24 |           |
| José Hidalgo Zamora     | Alternativa Democrático | Ind.    | 2463  | 9,05  |           |
| Adolfo Rojas Pérez      | Yo Marco por el Cambio  | PRO     | 1842  | 6,77  |           |
| Jorge Núñez Sandoval    | Independiente           | Ind.    | 734   | 2,70  |           |

### Elecciones municipales de 2021
- Elecciones municipales de 2021 para la alcaldía de La Pintana[8]

| Candidato                   | Pacto                  | Partido | Votos  | %     | Resultado |
| --------------------------- | ---------------------- | ------- | ------ | ----- | --------- |
| Claudia Pizarro Peña        | Unidos por la Dignidad | DC      | 21 061 | 42,31 | Alcaldesa |
| René Díaz Jorquera          | Independiente          | Ind.    | 13 432 | 26,98 |           |
| Guillermo Benavides Aguirre | Independiente          | Ind.    | 9606   | 19,30 |           |
| Robin Bustamante Molina     | Chile Vamos            | UDI     | 2918   | 5,86  |           |
| Jorge Núñez Sandoval        | Independiente          | Ind.    | 2761   | 5,55  |           |